# WE ARE ONE (7ORDERの映像作品)
『WE ARE ONE』(ウィーアーワン)は、7ORDERのライブ・ビデオ。2021年7月7日に日本コロムビアから発売。

## 概要
7ORDERとしては初のライブツアーとなる「WE ARE ONE」の日本武道館公演をライブDVD化。DVD盤とBlu-ray盤の2種類が存在しているが、収録内容は共通である。

### 特典
- 先着特典 - 共通絵柄オリジナルA4クリアファイル、オリジナルトートバッグ、B2告知ポスター（対象店舗別の全3種）[5]

## 収録内容

### DISC1
WE ARE ONE 2021.01.14
- 全形態共通

1. INTRO (SYSTEM ERROR)
2. LIFE
3. タイムトラベラー
4. BOW!!
5. Dance Inter
6. Perfect
7. Sabãoflower
8. Rest of my life
9. GIRL
10. Monday morning
11. Make it true
12. &Y
13. Stomp
14. What you got
15. 27
16. Break it
17. 夢想人
18. 雨が始まりの合図

### DISC2
- 全形態共通

1. Behind The Scene
2. Solo Angle